# Ejército Rojo Chino
El Ejército Rojo Chino, formalmente Ejército Rojo de Trabajadores y Campesinos Chinos o simplemente Ejército Rojo, fue el ala militar del Partido Comunista Chino de 1928 a 1937. Se formó cuando elementos comunistas del Ejército Nacional Revolucionario se escindieron y se amotinaron en la Revuelta de Nanchang. El Ejército Rojo se reincorporó al Ejército Nacional Revolucionario como parte del Segundo Frente Unido con el Kuomintang para luchar contra los japoneses durante la segunda guerra sino-japonesa de 1937 a 1945. En las últimas etapas de la guerra civil china se escindieron una vez más y pasaron a llamarse Ejército Popular de Liberación.

## Historia

### Formación (finales de la década de 1920)
En el verano de 1926, el PCC se hizo cargo de las dos divisiones de las fuerzas del Partido Nacionalista Chino y encabezó un motín militar. El general de las fuerzas nacionalistas, He Long, ordenó que el 20.º Cuerpo se uniera a ellos. Tenían un total de 20.000 soldados y planeaban ocupar Cantón. Sin embargo, fueron derrotados antes de llegar y solo unos pocos miles de hombres sobrevivieron a la batalla. Zhu De dirigió una columna de supervivientes a la provincia de Hunan para luchar en el Levantamiento de la Cosecha de Otoño, donde fueron derrotados nuevamente. Después de la revuelta, Mao Zedong organizó a los rebeldes en un ejército guerrillero, estableciendo una base revolucionaria en las montañas Jinggang.: 40  Los dos ejércitos unieron fuerzas al año siguiente. En el invierno de 1927, el PCC planeó conquistar Cantón; sin embargo, el levantamiento fracasó y miles de insurgentes fueron asesinados por las fuerzas nacionalistas del general Li Jishen.
Entre 1928 y 1929, el PCC lanzó múltiples levantamientos. Aunque la mayoría de ellos fracasaron, se crearon varias unidades a pequeña escala, como el Cuarto Ejército de Mao Zedong y Zhu De, que sumaba unos 6.000 hombres en el verano de 1928 y luchó en la provincia de Jiangxi. También en el verano de 1928, Peng Dehuai, el comandante del regimiento de las fuerzas nacionalistas, encabezó un motín militar. Un superviviente del levantamiento de Nanchang, He Long, también creó un ejército en su ciudad natal, con ex soldados del gobierno como principal fuerza de combate.

### Éxitos iniciales (principios de la década de 1930)
A principios de la década de 1930, se crearon más ejércitos rojos y el número de soldados rojos creció rápidamente. En el verano de 1930, el Ejército Rojo Chino había crecido a más de 100.000 soldados y tenía varias bases de datos, como en el sur y el norte de la provincia de Jiangxi, la provincia occidental de Hubei y la provincia oriental de Hunan, entre otras. El Quinto Ejército de Peng Dehuai atacó y ocupó Changsha, la capital de la provincia de Hunan. Después del ataque, la provincia de Jiangxi se convirtió en la base de apoyo más grande del Ejército Rojo Chino. En el otoño de 1930, el Séptimo Ejército de Deng Xiaoping abandonó su base en la provincia de Guangxi.
En 1931, el Ejército Rojo chino derrotó a las fuerzas nacionalistas tres veces con un ataque a gran escala, lo que provocó que las fuerzas nacionalistas perdieran casi 100.000 soldados. Varios ejércitos rojos más pequeños se unieron y formaron un ejército grupal. En el verano de 1931, el general Zhang Guotao llegó a la base del Cuarto Ejército Rojo y se hizo cargo del ejército. La mayoría de los oficiales superiores del Cuarto Ejército Rojo fueron asesinados por él, incluidos Xu Jishen, Zhou Weijiong y Xiaofang. También se produjeron movimientos similares en la provincia occidental de Hubei; En la primavera de 1931, Xia Xi se hizo cargo del ejército de He Long y mató a la mayoría de sus oficiales superiores, incluido Duan Dechang.
En el otoño de 1932, las fuerzas nacionalistas reunieron 300.000 soldados para atacar al Cuarto Ejército Rojo. La mayoría de los futuros generales de las fuerzas nacionalistas participaron en esta batalla, como Huang Wei, Du Yuming, Sun Li-jen y otros. Habiendo perdido más de la mitad de sus soldados, el Cuarto Ejército Rojo fue derrotado y tuvo que retirarse de su base. El Tercer Ejército de He Long también sufrió pérdidas significativas, con más de 10.000 soldados perdiendo la vida después de abandonar la provincia occidental de Hubei. Durante este tiempo, también hubo varias batallas entre las fuerzas nacionalistas y el Primer Ejército Rojo de la provincia de Jiangxi.
En la primavera de 1933, el Primer Ejército Rojo derrotó el cuarto ataque a gran escala de las fuerzas nacionalistas y eliminó dos y media de sus divisiones de élite. También fueron capturados varios generales de las fuerzas nacionalistas. En 1933, el Cuarto Ejército Rojo llegó a la provincia de Sichuan y reclutó a más de 80.000 soldados. Esto hizo que el señor de la guerra de la provincia de Sichuan, Liu Xiang, reuniera 200.000 soldados para atacar al Cuarto Ejército Rojo en otoño.